# 716

Het Friese Rijk (huidig Nederland) in 716

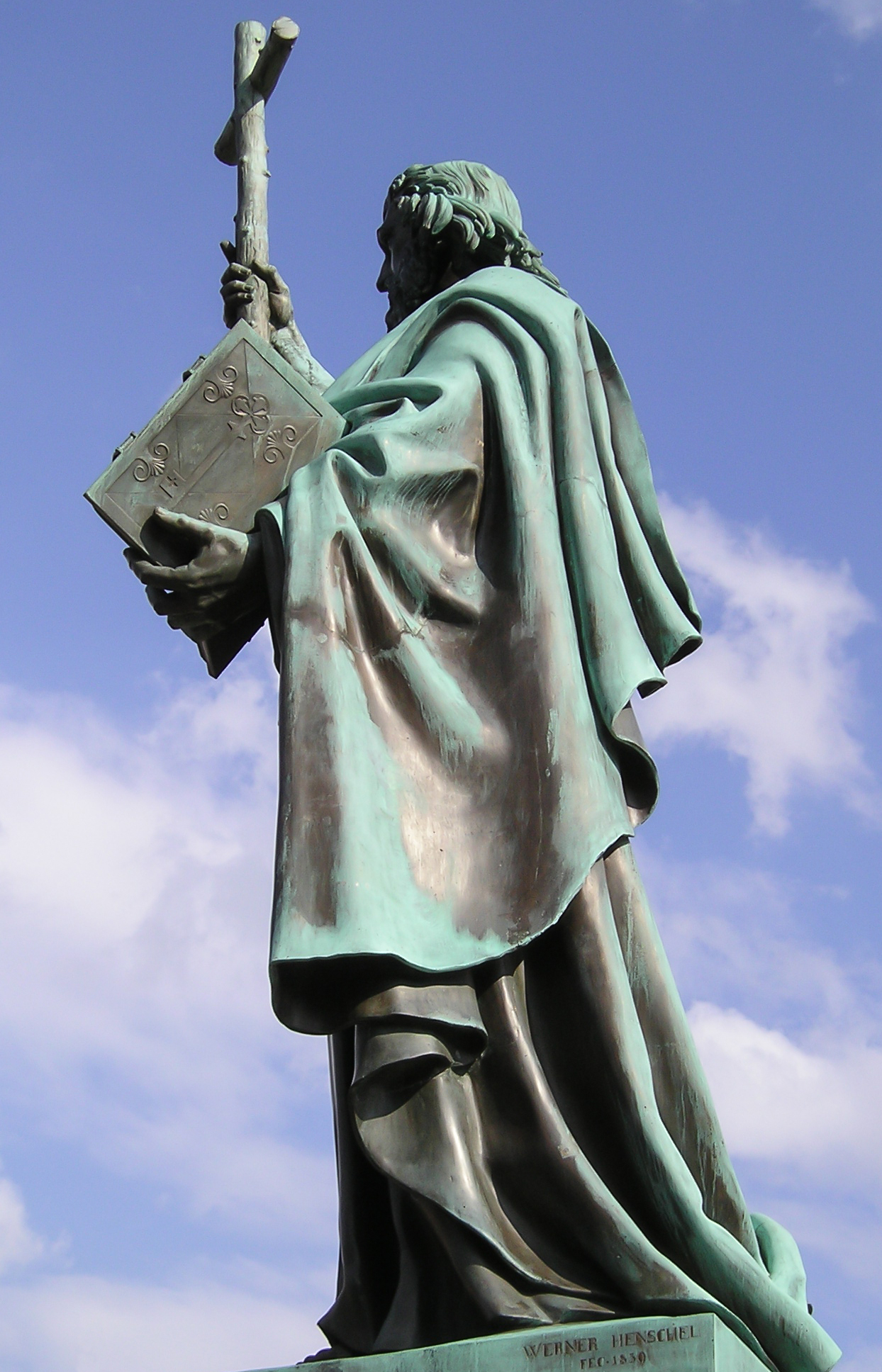
Standbeeld van Bonifatius in Fulda

Het jaar 716 is het 16e jaar in de 8e eeuw volgens de christelijke jaartelling.

## Gebeurtenissen

### Byzantijnse Rijk
- Byzantijns-Bulgaarse oorlogen: Keizer Theodosios III sluit een vredesverdrag met Tervel, heerser (khagan) van het Bulgaarse Rijk, met de bedoeling om zich te verzekeren van militaire steun tegen de Arabische dreiging in het Byzantijnse Rijk. De Bulgaren krijgen met een lakzegel officieel toegang handelsgoederen te verkopen in Constantinopel.

### Brittannië
- Prins Æthelbald keert terug uit ballingschap van Crowland (East Midlands). Hij bestijgt de troon als koning van Mercia na het overlijden van zijn neef Coelred. Volgens bronnen van Beda is Coelwald tussendoor nog korte tijd koning geweest. Tijdens zijn bewind verovert Æthelbald de gebieden van Essex en Midden-Engeland.

### Europa
- Fries-Frankische oorlogen: Koning Radboud sluit een alliantie met Neustrië en breidt zijn invloedssfeer langs het rivierengebied (Midden-Nederland) verder uit. Hij maakt Utrecht opnieuw tot hoofdstad van het Friese Rijk. Willibrord, Engelse monnik van Northumbria, moet zijn kerstening opgeven en slaat op de vlucht voor de plunderende Friezen.
- Slag bij Keulen: Koning Chilperik II van Neustrië en zijn bondgenoot Radboud belegeren Keulen. Karel Martel, hofmeier van Austrasië, probeert de stad te ontzetten, maar wordt verslagen. Plectrudis, weduwe van Pepijn van Herstal, en haar kleinzoon Theudoald moeten Keulen prijs geven. De schatkist van Austrasië wordt in beslag genomen.
- Slag bij Amel: Karel Martel verslaat bij Amel (huidige België) zijn Neustrische tegenstanders: Chilperik II en zijn hofmeier Raganfrid. Tijdens de gevechten past hij een gefingeerde terugtocht toe, om zijn rivalen in een hinderlaag te lokken. Na deze overwinning, zal Karel in gedurende 25 jaar van zijn leven nooit meer een veldslag verliezen.

## Religie
- Bonifatius, Engelse missionaris, verlaat Engeland om een eerste missie-expeditie naar Friesland (huidige Nederland) te ondernemen. Hij begint met het prediken van het evangelie, maar wordt later door de inval van de Friezen gedwongen huiswaarts te keren.
- Theodo III, hertog van Beieren, onderneemt een bedevaart naar Rome en vraagt tijdens een audiëntie aan paus Gregorius II om missionarissen te sturen naar zijn hertogdom.

## Geboren
- Hiltrude, hertogin van Beieren (waarschijnlijke datum)

## Overleden
- Coelred, koning van Mercia
- Rui Zong (54), keizer van China
- Winok, Bretons edelman (of 717)